# Фелисите
Фелисите (англ. Félicité Island, фр. Félicité) — остров, входящий в группу Внутренних Сейшельских островов. Расположен в Индийском океане, принадлежит государству Сейшельские Острова.

## География
Находится в 55 км на северо-восток от острова Маэ. Площадь 2,68 км², максимальная высота — 213 метров. Фелисите — гранитный остров с крутыми обрывами.
Остров покрыт пальмовыми рощами, они произрастают как на склонах, так и на равнинных участках.

## История
В конце XIX века в течение пяти лет на острове проживал султан Перака Абдулла до своего переезда на Маэ. До 1970-х годов на нём были кокосовые плантации с населением 50 человек.

## Туризм
На острове находится четырёхзвёздочный отель.